# Из ануса в рот
Из ануса в рот (от англ. ass to mouth) — сексуальная практика. Название практики восходит к последовательному извлечению пениса из анального отверстия партнёра и непосредственному переходу к оральному сексу с тем же или другим партнёром.

## Варианты
В большинстве случаев данная сексуальная практика исключает очищение пениса или искусственного изделия в промежутке между его извлечением из анального отверстия и погружением в рот партнёра. Благодаря связи с практикой подчинения и доминирования подобное действие может усилить сексуальное возбуждение обоих партнёров. В случае с извлечением пениса из анального отверстия одного партнёра и его погружением в рот другого используется термин «из ануса в рот другого партнёра» (от англ. ass to other mouth). 

## Риск для здоровья
Данная практика опасна передачей кишечных паразитов (энтеробиоз, анкилостомоз, аскаридоз и проч.) и других организмов, обитающих в экскрементах. Кроме того, орально-фекальным путём передаётся острая кишечная инфекция. При наличии аноректальных заболеваний, передающихся половым путём, существует высокий риск распространения инфекции на ротовую полость или глотку принимающего партнёра.
Клизма или другая форма очищения прямой кишки не может снизить риск передачи инфекции. Актёры, участвующие в порносъёмках, обычно используют клизму непосредственно перед анальным совокуплением, хотя эта практика главным образом предназначена для устранения фекалий из ануса партнёра, а не для предотвращения заражения.

## Упоминания в современном искусстве
В фильме «Клерки 2» протагонисты разворачивают дискуссию вокруг этой сексуальной практики.
Название одной из серий мультсериала «Южный Парк» («Кляп в рот») восходит к англоязычному наименованию практики.
Один из героев американского сериала Californication, Чарли Ранкл, одержим этой формой сексуального выражения.
В сериале «Миллиарды» двое героев, один из которых психолог, обсуждают данную практику. Первый (мужчина) поясняет второму (женщине-психологу), какую власть даёт ему ATM (ass to mouth) и какое доверие это означает.